# 平成16年度全国高等学校総合体育大会

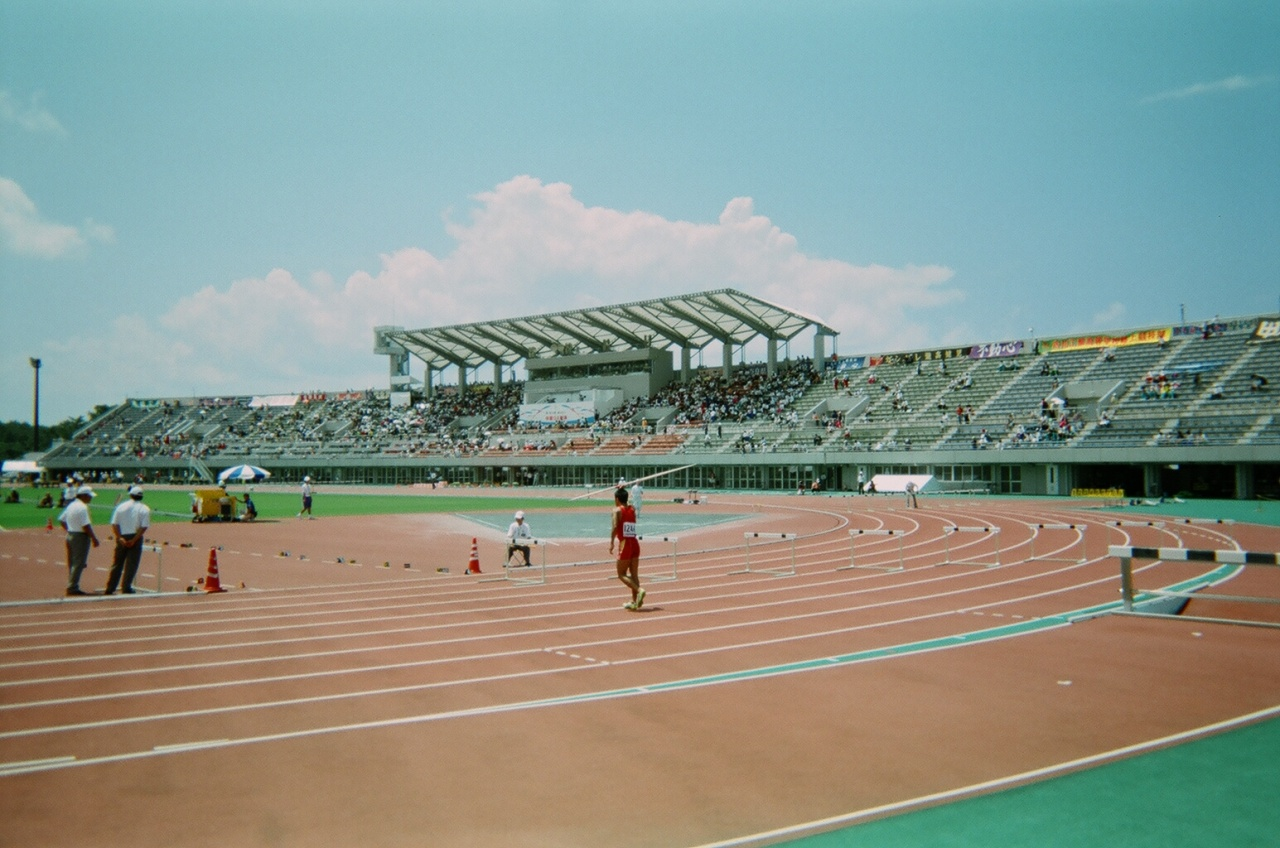
島根県立浜山公園陸上競技場

平成16年度全国高等学校総合体育大会（へいせい16ねんどぜんこくこうとうがっこうそうごうたいいくたいかい）は、2004年（平成16年）8月から2005年（平成17年）2月にかけて行われた全国高等学校総合体育大会である。
実施32競技のうち、28競技による夏季大会が2004年8月1日 - 8月24日を開催期間として中国ブロック5県で、冬季大会の4競技が競技種目ごとに下記開催地および開催期間にてそれぞれ実施された。
- 夏季大会ではこれまで基本的に単独都道府県単位で行ったが、本年度からメイン開催都道府県は制定しながらも開催地を周辺都道府県にまたぐ複数共催による地域単位での開催となり、この年は20市町村で14競技が開催された島根県を中心に各県に分散して開催を行った。

## 夏季大会
夏季大会は、2004年8月1日から8月24日まで島根県を中心とする中国地方5県で開催された。大会愛称は中国04総体、大会スローガンは「君の輝く一瞬が 今、伝説となる」。総合開会式は8月1日に島根県立浜山公園陸上競技場で行われた。

### 概要
- 主催：公益財団法人全国高等学校体育連盟、島根県、鳥取県、岡山県、広島県、山口県、中国5県教育委員会、関係競技種目別全国統轄団体
- 後援：文部科学省、財団法人日本体育協会、日本放送協会（NHK）
- 協賛：コカ・コーラ

### 実施競技・会場一覧
- 陸上競技（男女） - 島根県出雲市（島根県立浜山公園陸上競技場）
- レスリング（男） - 岡山県倉敷市（水島緑地福田公園体育館）
- 体操（競技・新体操、男女） - 広島県広島市（広島県立総合体育館（競技）、広島サンプラザホール（新体操））
- 弓道（男女） - 鳥取県米子市（鳥取県立武道館）
- 水泳（競泳・飛込・水球、男女） - 競泳、飛込・島根県松江市（島根県立水泳プール）、水球・江津市（江津市民プール）
- テニス（男女） - 岡山県備前市（岡山県備前テニスセンター）
- バスケットボール（男女） - 島根県松江市、鹿島町（松江市総合体育館他）
- 登山（男女） - 島根県大田市、赤来町、頓原町、吉田村（島根県三瓶山域、大万木山域、琴引山域、毛無山域）
- バレーボール（男女） - 男子・広島県広島市（広島県立総合体育館）、女子・島根県安来市（安来市民体育館他）
- 自転車競技（トラック・ロード、男） - トラック・広島県広島市（広島競輪場）、ロード・三次市、世羅西町（三次市・世羅西町特設コース）
- 卓球（男女） - 島根県松江市（島根県立産業交流会館）
- ボクシング（男） - 広島県広島市（広島市中区スポーツセンター）
- ソフトテニス（男女） - 島根県松江市（松江市営庭球場）
- ホッケー（男女） - 島根県仁多町、横田町（仁多町立三成公園ホッケー場他）
- ハンドボール（男女） - 山口県周南市、光市（周南市総合スポーツセンター他）
- ウエイトリフティング（男）- 島根県出雲市（島根県立出雲農林高等学校体育館）
- サッカー（男） - 島根県益田市、三隅町、美都町（島根県立サッカー場他）
- ヨット（男女） - 岡山県牛窓町（岡山県牛窓ヨットハーバー）
- バドミントン（男女） - 鳥取県鳥取市（鳥取県民体育館他）
- フェンシング（男女） - 鳥取県鳥取市（鳥取県民体育館）
- ソフトボール（男女） - 男子・島根県浜田市（浜田市野球場他）、女子・木次町、三刀屋町（木次町民球場他）
- 空手道（男女） - 島根県東出雲町（東出雲町立総合体育館）
- 相撲（男） - 山口県豊浦町（豊浦町夢が丘スポーツセンター）
- アーチェリー（男女） - 山口県久賀町、大島町、東和町、橘町（東和町陸上競技場）
- 柔道（男女） - 広島県呉市（呉市総合体育館）
- なぎなた（女） - 島根県斐川町（斐川町立第1体育館）
- ボート（男女） - 広島県福山市（福山市芦田川漕艇場）
- 剣道（男女） - 島根県大社町（島根県立浜山体育館）

出典は島根県ウェブサイト。

## 冬季大会
平成16年度全国高等学校総合体育大会では、2004年12月から2005年2月にかけてスキー、スケート・アイスホッケー、ラグビーフットボール、駅伝の4競技が冬季大会として開催された。

### スケート・アイスホッケー大会
スケート・アイスホッケー大会は、第54回全国高等学校スケート競技・アイスホッケー競技選手権大会として2005年1月20日 - 1月24日に青森県八戸市、三沢市で開催された。スローガンは、「この氷上に 君の思いを 刻み込め」。

#### 概要
- 主催：財団法人全国高等学校体育連盟、財団法人日本スケート連盟、財団法人日本アイスホッケー連盟、青森県、青森県教育委員会、八戸市、八戸市教育委員会、三沢市、三沢市教育委員会
- 後援：文部科学省、財団法人日本体育協会、日本放送協会、財団法人青森県体育協会、八戸市体育協会、三沢市体育協会
- 主管：公益財団法人全国高等学校体育連盟スケート専門部、青森県高等学校体育連盟、青森県スケート連盟、青森県アイスホッケー連盟

#### 実施競技・会場一覧
| 競技名         | 競技名 | 会場地               | 会場                                       |
| -------------- | ------ | -------------------- | ------------------------------------------ |
| スピード       |        | 八戸市               | 八戸市長根公園スケート場                   |
| フィギュア     |        | 三沢市               | 三沢アイスアリーナ                         |
| アイスホッケー |        | 八戸市               | 新井田インドアリンク、南部山アイスアリーナ |
| アイスホッケー | 南部町 | ふくちアイスアリーナ |                                            |

### ラグビーフットボール大会
ラグビーフットボール大会は、第84回全国高等学校ラグビーフットボール大会として2004年12月27日 - 2005年1月7日に大阪府東大阪市の花園ラグビー場、花園中央公園多目的球技広場で開催された。